# Marie Auguste Martin
Pour les articles homonymes, voir Marie Martin (homonymie), Auguste Martin et Martin.
Marie Auguste Martin est un sculpteur et peintre français, né à Dun-le-Roi le 14 septembre 1828 et mort en 1910[Où ?].

## Biographie
Marie Auguste Martin est l'élève de François Rude et de François Jouffroy à l'École des beaux-arts de Paris. Il expose au Salon de 1852 à 1859, puis en 1890 et 1891.
Il a été conservateur adjoint du musée de Sens.

## Œuvres
- Paris : fontaine du jardin Villemin.
- Tante Toinette